# YUBA liga 1994-1995
La YUBA liga 1994-1995 è stata la terza edizione del massimo campionato jugoslavo di pallacanestro maschile. La vittoria finale è stata ad appannaggio del Partizan Belgrado.

## Regular season
|    | Squadra                   | G  | V  | P  | PF    | PS    | %   | Qualificazione |
| -- | ------------------------- | -- | -- | -- | ----- | ----- | --- | -------------- |
| 1. | Partizan Belgrado         | 28 | 24 | 4  | 2.564 | 2.167 | 86% | playoff        |
| 2. | TG Borovica Ruma          | 28 | 21 | 7  | 2.441 | 2.087 | 75% | playoff        |
| 3. | Stella Rossa Belgrado     | 28 | 20 | 8  | 2.454 | 2.242 | 71% | playoff        |
| 4. | BFC Beočin                | 28 | 19 | 9  | 2.339 | 2.129 | 68% | playoff        |
| 5. | Spartak Subotica          | 28 | 18 | 10 | 2.446 | 2.161 | 64% |                |
| 6. | Vojvodina Panšped         | 28 | 16 | 12 | 2.290 | 2.166 | 57% | retrocesse     |
| 7. | Pemont Proleter Zrenjanin | 28 | 15 | 13 | 2.209 | 2.221 | 54% | retrocesse     |
| 8. | Ibon Nikšić               | 28 | 14 | 14 | 2.178 | 2.221 | 50% | retrocesse     |

## Playoff
| YUBA liga 1994-1995         |
| --------------------------- |
| Partizan Belgrado 1º titolo |

## Formazione vincitrice
| N° | Naz.                  | Ruolo | Sportivo           |  | Alt. |  |
| -- | --------------------- | ----- | ------------------ |  | ---- |  |
|    | Jugoslavia (bandiera) | C     | Željko Rebrača     |  | 213  |  |
|    | Jugoslavia (bandiera) | G     | Miroslav Berić     |  | 200  |  |
|    | Jugoslavia (bandiera) | G     | Haris Brkić        |  | 198  |  |
|    | Jugoslavia (bandiera) | AP    | Nikola Lončar      |  | 198  |  |
|    | Jugoslavia (bandiera) | C     | Zoran Stevanović   |  | 206  |  |
|    | Jugoslavia (bandiera) | C     | Predrag Drobnjak   |  | 211  |  |
|    | Jugoslavia (bandiera) | A     | Aleksandar Čubrilo |  | 207  |  |
|    | Jugoslavia (bandiera) |       | Dragan Ristanović  |  |      |  |
|    | Jugoslavia (bandiera) | AG    | Mlađan Šilobad     |  | 208  |  |
|    | Jugoslavia (bandiera) | C     | Nikola Bulatović   |  | 210  |  |
|    | Jugoslavia (bandiera) | GA    | Vladimir Petrović  |  | 198  |  |
|    | Jugoslavia (bandiera) |       | Vladimir Vidačić   |  |      |  |
|    | Jugoslavia (bandiera) |       | Želimir Stevanović |  |      |  |
|    | Jugoslavia (bandiera) |       | Radovanović        |  |      |  |
|    | Jugoslavia (bandiera) | All.  | Borislav Džaković  |  |      |  |